# Dixie (Virginia Occidental)
Dixie es un lugar designado por el censo ubicado en el condado de Nicholas en el estado estadounidense de Virginia Occidental. En el Censo de 2010 tenía una población de 291 habitantes y una densidad poblacional de 154,12 personas por km².

## Geografía
Dixie se encuentra ubicado en las coordenadas 38°15′3″N 81°11′39″O / 38.25083, -81.19417. Según la Oficina del Censo de los Estados Unidos, Dixie tiene una superficie total de 1.89 km², de la cual 1.89 km² corresponden a tierra firme y (0%) 0 km² es agua.

## Demografía
Según el censo de 2010, había 291 personas residiendo en Dixie. La densidad de población era de 154,12 hab./km². De los 291 habitantes, Dixie estaba compuesto por el 98.28% blancos, el 0% eran afroamericanos, el 0% eran amerindios, el 0% eran asiáticos, el 0% eran isleños del Pacífico, el 0% eran de otras razas y el 1.72% pertenecían a dos o más razas. Del total de la población el 0% eran hispanos o latinos de cualquier raza.